# Anna Lissowska
Anna Wójtowicz de domo Lissowska (ur. 28 grudnia 1966 w Warszawie) – polska szachistka, mistrzyni międzynarodowa od 1991 r.; logik.

## Kariera szachowa
Jest dwukrotną srebrną medalistką mistrzostw Polski juniorek: z roku 1981 (Pilzno, do lat 17) i 1985 (Wrocław, do lat 20). W roku 1982 zwyciężyła w turnieju juniorek w Tarnowskich Górach, zaś rok później w otwartym turnieju kobiecym w Mielnie. W 1984 r. wystąpiła w Katowicach na mistrzostwach Europy juniorek, zajmując VI miejsce. Rok później reprezentowała Polskę na mistrzostwach świata juniorek w Dobrnej. W latach 1984–1992 sześciokrotnie wystąpiła w finałach mistrzostw Polski seniorek. Największy sukces odniosła w 1991 r., zdobywając w Lubniewicach brązowy medal. Oprócz tego, w 1989 w Poznaniu zajęła IV miejsce. W 1990 r. zdobyła w Odessie tytuł akademickiej wicemistrzyni świata, natomiast w 1991 r. podzieliła II m. (za Ludmiłą Zajcewą, wspólnie z Bożeną Sikorą-Giżyńską) w międzynarodowym turnieju w Gdyni.
Najwyższy ranking w karierze osiągnęła 1 stycznia 1992 r., z wynikiem 2235 punktów zajmowała wówczas 4. miejsce wśród polskich szachistek. Od 1994 r. nie występuje w turniejach klasyfikowanych przez Międzynarodową Federację Szachową.